# Wereldkampioenschap schaatsen allround 1904
Het Wereldkampioenschap schaatsen allround 1904 werd op 6 en 7 februari in het Gamle Frogner Stadion te Kristiania gehouden.
Er was geen titelverdediger, omdat in de vorige editie van 1903 niemand op het Marktplaats in Sint-Petersburg drie afstanden wist te winnen. Sigurd Mathisen won zijn eerste titel.

## Peter Sinnerud
Tijdens het toernooi won Peter Sinnerud alle afstanden, en hij werd dan ook tot wereldkampioen uitgeroepen. Die titel werd hem afgenomen omdat hij voor een schaatswedstrijd in Amerika geld had aangenomen bij een wedstrijd in Philadelphia. Hij had recht op een reiskostenvergoeding van 6,5 dollar, maar kreeg 10 dollar van de baandirecteur die het wisselgeld niet aan wilde nemen. Hierop trok men de conclusie dat hij voor geld had gereden en dus geen amateur meer was. Aangezien alleen amateurs mochten meedoen aan het wereldkampioenschap werd zijn naam geschrapt uit de einduitslag.
In 1915 werd Sinnerud door de Noorse bond in ere hersteld. Er is echter nooit een verzoek gekomen van de bond om hem daadwerkelijk zijn titel terug te geven.

## Eindklassement
| Rang | Schaatser        | Land      | 500m         | 5000m        | 1500m       | 10.000m      |
| ---- | ---------------- | --------- | ------------ | ------------ | ----------- | ------------ |
| Goud | Sigurd Mathisen  | Noorwegen | 48,2 (2)     | 9.28,2 (1)   | 2.35,8 (1)  | 19.31,0 (1)  |
| (2)  | Rudolf Gundersen | Noorwegen | 46,6 (1)     | 9.37,6 (4)   | 2.35,8 (1)  | 19.47,4 (2)  |
| (3)  | Rudolf Røhne     | Noorwegen | 49,0 (3)     | 9.55,0 (6)   | 2.39,0 (3)  | 19.58,6 (4)  |
| (4)  | Olaf Hansen      | Noorwegen | 51,2 (5)     | 9.31,2 (2)   | 2.43,4 (4)  | 19.54,6 (3)  |
| NS4  | Magnus Johansen  | Noorwegen | 53,0 (8)     | 10.10,2 (8)  | 2.59,2 (10) |              |
| NS4  | Thor Poulsen     | Noorwegen | 56,4* (10)   | 10.29,0 (12) | 2.48,8 (7)  |              |
| NS4  | Dagfinn Klaussen | Noorwegen | 51,6 (6)     | 9.55,0 (6)   | 2.45,6 (5)  |              |
| NS4  | Nils Gundersen   | Noorwegen | 54,9 (9)     | 9.49,8 (5)   | 2.47,0 (6)  |              |
| NS4  | Johan Kaspersen  | Noorwegen | 1.00,4* (11) | 10.53,0 (13) | 3.01,2 (11) |              |
| NS4  | Olaf Johansen    | Noorwegen | NF           | 10.14,4 (11) | 2.50,2 (8)  |              |
| DQ   | Peter Sinnerud   | Noorwegen | 46,2 (DQ)    | 9.26,4 (DQ)  | 2.34,8 (DQ) | 19.15,2 (DQ) |
| NF3  | Olaf Johansen    | Noorwegen | 51,8 (7)     | 10.13,4 (10) | NF          |              |
| NS3  | Oluf Steen       | Noorwegen | 49,2 (4)     | 9.36,0 (3)   |             |              |
| NS1  | Julius Hansen    | Noorwegen |              | 10.10,8 (9)  | 2.54,6 (9)  | 19.58,6 (4)  |

* = met val
NC = niet gekwalificeerd
NF = niet gefinisht
NS = niet gestart
DQ = gediskwalificeerd